# Dia Internacional del Poble Gitano
|  | No s'ha de confondre amb Dia de l’Arribada del Poble Gitano a Catalunya. |

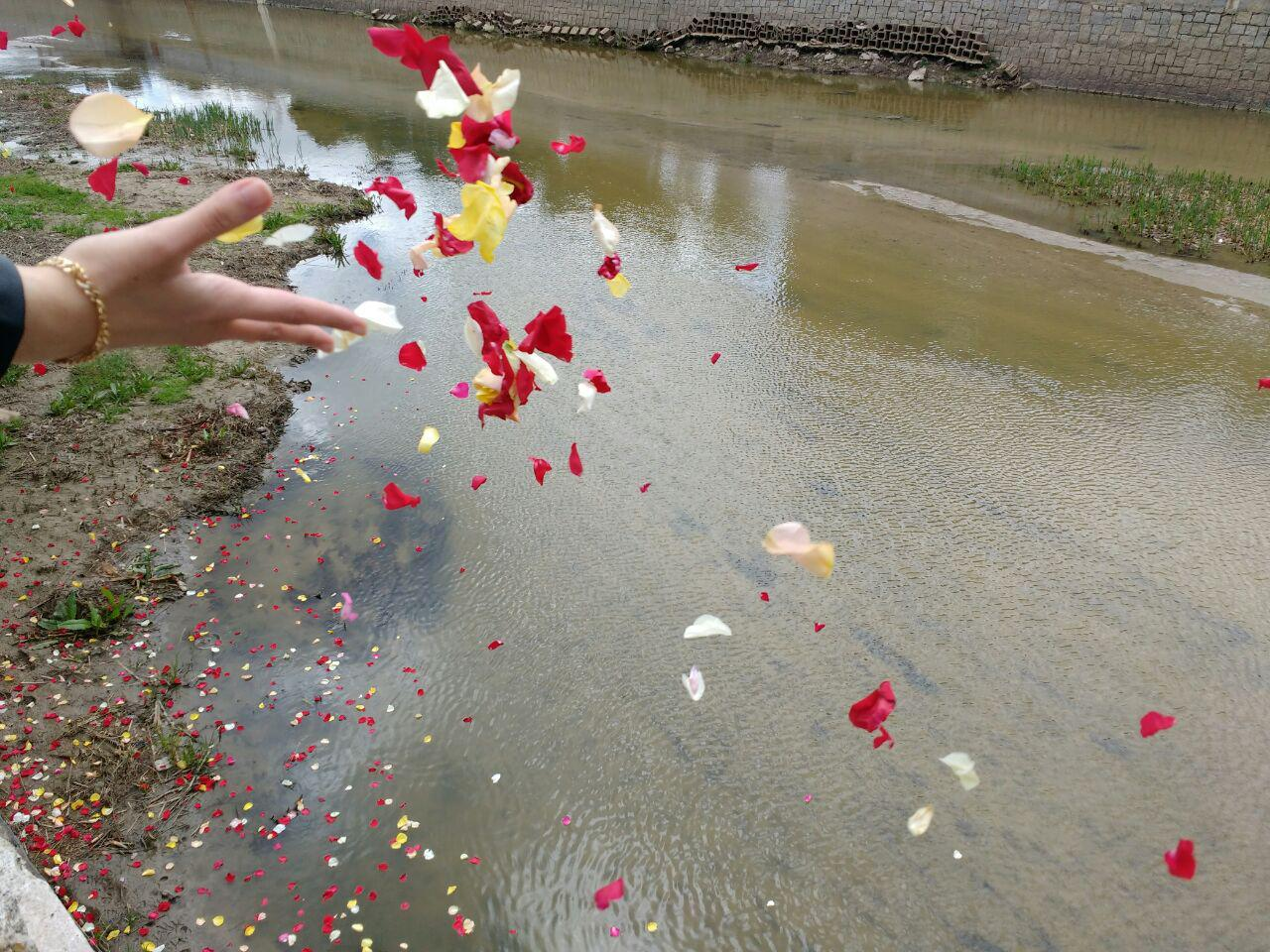
Ritual simbòlica gitano durant el Dia Internacional del Poble Gitano a Madrid, Espanya

El Dia Internacional del Poble Gitano, el 8 d'abril, és una jornada dedicada a la cultura gitana i a la conscienciació dels problemes a què s'enfronta el poble romaní.

## Orígens
La proclamació del dia internacional va tenir lloc oficialment el 1990 a Serock, Polònia, seu del quart Congrés Mundial Romaní, en honor de la primera trobada internacional de rellevància formada per una representació gitana, del 7 al 12 d'abril del 1971 a Chelsfield, prop de Londres. Va ser en aquesta ocasió que es va establir l'ús preferent del terme rom, la bandera del poble romaní (la roda sobre un fons verd i blau) i l'himne Gelem, gelem.

## Reacció internacional
- El papa Joan Pau II va demanar un tracte compassiu i respectuós per a la població romaní.
- El 2004, Adam Ereli, del Departament d'Estat dels Estats Units d'Amèrica, va denunciar els abusos en contra dels drets humans de la població romaní i va demanar als governs europeus polítiques de tolerància.
- El 2006, la vicesecretària general del Consell d'Europa, Maud de Boer-Buquicchio, va mostrar-se preocupada per l'antigitanisme creixent, i va animar les comunitats romanís d'Europa a actuar per millorar les minses condicions de vida, resultat d'un procés de discriminació llarg i generalitzat.[3]
- El 2009, la secretària d'estat dels EUA, Hillary Clinton, va parlar del compromís dels EUA amb la protecció i la promoció dels drets humans del poble romaní arreu d'Europa.[4]
- El 2023, la comunitat gitana catalana va reclamar al Parlament de Catalunya que l'Estatut d'Autonomia reconegui el romaní com a llengua pròpia de Catalunya.[5]